# Ipomoea geophilifolia
Ipomoea geophilifolia är en vindeväxtart som beskrevs av K. Afzelius. Ipomoea geophilifolia ingår i släktet praktvindor, och familjen vindeväxter. Inga underarter finns listade i Catalogue of Life.